# Konzertstück en fa menor (Weber)
La Konzertstück para piano y orquesta en fa menor, op. 79, J. 282 fue escrita por Carl Maria von Weber entre 1815 y 1821, y estrenada el 25 de junio de 1821 en la Schauspielhaus de Berlín. La obra fue publicada por C. F. Peters.
La pieza está orquestada para flautas, oboes, clarinetes, fagotes, trompas, trompetas, trombón, timbales y cuerda, tiene una duración aproximada de 17 minutos y requiere una técnica brillante. La obra sería un tercer concierto para piano, pero dado que está escrito en un solo movimiento y tiene un programa explícito, Weber decidió no llamarlo concierto sino "pieza de concierto" (kozertstück). El movimiento está dividido en las siguientes partes, siempre continuas:
1. Larghetto affetuoso
2. Allegro passionato
3. Tempo di marcia
4. Presto giocoso

Weber completó su composición el mismo día del estreno de su ópera Der Freischütz, el 18 de junio de 1821. Esa misma mañana lo tocó para su esposa y su pupilo Julius Benedict, contándoles el programa que subyacía a la pieza (con número romanos se indica la parte del movimiento que corresponde a la acción):

(I) Una châtelaine sentada sola en su balcón, mira lejos a la distancia. Su caballero ha marchado a la Tierra Santa. Han pasado años, batallas se han luchado. ¿Está aún vivo? ¿Lo verá nuevamente? (II) Su excitada imaginación evoca la visión de su noble marido que yace herido y abandonado en el campo de batalla. ¿No podría ella volar a su lado y morir con él? Cae inconsciente. Oh! ¿qué suena a la distancia? ¿Qué brilla a lo lejos bajo la luz del sol? ¿Qué es aquello que se acerca cada vez más? (III) Caballeros y escuderos, portando la cruz y las banderolas ondeantes de las cruzadas, son aclamados por la multitud. Y allí, entre ellos, ¡su marido! Ella cae en sus brazos. El amor triunfa. (IV) ¡Alegría sin fin! El bosque y las olas cantan una canción de amor, mientras miles de voces proclaman la victoria.

Estas palabras no fueron escritas por Weber, pero fueron transcritas de memoria por su pupilo y luego mostradas a Weber quien aprobó el texto.
Algunas de las fechas mencionadas difieren en el prefacio de la edición Eulenberg de la partitura, escrito por Max Alberti en diciembre de 1943. Así, la obra sería completada el 18 de junio de 1821, pero Der Freischütz sería estrenado una semana después, el 25 de junio, y la premier de la pieza sería tres días después, el 28 de junio.
Felix Mendelssohn casi con certeza asistió al estreno y la incluyó como caballo de batalla en su repertorio.
El tema de la doncella prendida de un caballero, la separación y el feliz reencuentro, fue explorado antes por Ludwig van Beethoven en su Sonata para piano n.º 26 (Les adieux), de 1810.
Franz Liszt compuso un arreglo para piano solo (S. 576a) y tomó la idea de un concierto con un solo movimiento para su concierto para piano nro. 2.